# Jurasze
Jurasze [juˈraʂɛ] est un village polonais de la gmina de Sidra dans le powiat de Sokółka et dans la voïvodie de Podlachie. Il se situe à environ 3 kilomètres à l'est de Sidra, à 17 kilomètres au nord de Sokółka et à 53 kilomètres au nord-est de Białystok. 